# Football Club Girondins de Burdeos (femenino)
El Football Club des Girondins de Bordeaux, en español Fútbol Club de los Girondinos de Burdeos; conocido como Girondins de Bordeaux, es un club de fútbol femenino con base en la ciudad de Bordeaux, Francia. Es club hace parte del FC Girondins de Burdeos desde el 2015. El club a partir de la temporada 2024-25 jugara en la Seconde Ligue, la segunda categoría del fútbol francés femenino, y disputa sus encuentros de local en el Stade Sainte-Germaine, en Le Bouscat.